# Armoriale delle famiglie italiane
L'armoriale delle famiglie italiane è la raccolta degli stemmi (o armi) e delle relative blasonature, ossia delle loro descrizioni dettagliate, riferibili a famiglie o casati italiani, dei quali esista un'attestazione storica.

## Elenco alfabetico
Dato l'elevato numero di famiglie presenti (oltre 31 000) l'elenco è stato suddiviso sulla base delle lettere iniziali del cognome come di seguito indicato.

### A
- Armoriale delle famiglie italiane (Ab-Ac)
- Armoriale delle famiglie italiane (Ad-Aj)
- Armoriale delle famiglie italiane (Ala-Alb)
- Armoriale delle famiglie italiane (Alc-Alg)
- Armoriale delle famiglie italiane (Ali-Alz)
- Armoriale delle famiglie italiane (Am)
- Armoriale delle famiglie italiane (Ana-Ang)
- Armoriale delle famiglie italiane (Ani-Anz)
- Armoriale delle famiglie italiane (Ao-Arf)
- Armoriale delle famiglie italiane (Arg-Arr)
- Armoriale delle famiglie italiane (Ars-At)
- Armoriale delle famiglie italiane (Au-Az)

### B
- Armoriale delle famiglie italiane (Baa-Baq)
- Armoriale delle famiglie italiane (Bar-Barol)
- Armoriale delle famiglie italiane (Barom-Baz)
- Armoriale delle famiglie italiane (Bea-Bel)
- Armoriale delle famiglie italiane (Bem-Beo)
- Armoriale delle famiglie italiane (Ber)
- Armoriale delle famiglie italiane (Bes-Blu)
- Armoriale delle famiglie italiane (Boa-Bop)
- Armoriale delle famiglie italiane (Bor-Bra)
- Armoriale delle famiglie italiane (Bre-Buz)

### C
- Armoriale delle famiglie italiane (Cab-Cal)
- Armoriale delle famiglie italiane (Cam-Can)
- Armoriale delle famiglie italiane (Cao-Cap)
- Armoriale delle famiglie italiane (Car)
- Armoriale delle famiglie italiane (Cas)
- Armoriale delle famiglie italiane (Cat-Caz)
- Armoriale delle famiglie italiane (Ce)
- Armoriale delle famiglie italiane (Ch)
- Armoriale delle famiglie italiane (Ci-Cl)
- Armoriale delle famiglie italiane (Coa-Col)
- Armoriale delle famiglie italiane (Com-Cop)
- Armoriale delle famiglie italiane (Cor-Coz)
- Armoriale delle famiglie italiane (Cr-Cy)

### D
- Armoriale delle famiglie italiane (Daa-Dal)
- Armoriale delle famiglie italiane (Dam-Daz)
- Armoriale delle famiglie italiane (Dea-Dec)
- Armoriale delle famiglie italiane (Ded-Dek)
- Armoriale delle famiglie italiane (Dela-Deli)
- Armoriale delle famiglie italiane (Dell)
- Armoriale delle famiglie italiane (Delm-Delz)
- Armoriale delle famiglie italiane (Dem-Dib)
- Armoriale delle famiglie italiane (Dic-Dz)

### E
- Armoriale delle famiglie italiane (E)

### F
- Armoriale delle famiglie italiane (Faa-Fal)
- Armoriale delle famiglie italiane (Fam-Faz)
- Armoriale delle famiglie italiane (Fe)
- Armoriale delle famiglie italiane (Fi-Fl)
- Armoriale delle famiglie italiane (Fo)
- Armoriale delle famiglie italiane (Fr-Fu)

### G
- Armoriale delle famiglie italiane (Gab-Gal)
- Armoriale delle famiglie italiane (Gam-Gaz)
- Armoriale delle famiglie italiane (Ge-Gh)
- Armoriale delle famiglie italiane (Gia-Gin)
- Armoriale delle famiglie italiane (Gio-Giz)
- Armoriale delle famiglie italiane (Gl-Go)
- Armoriale delle famiglie italiane (Gr)
- Armoriale delle famiglie italiane (Gua-Gue)
- Armoriale delle famiglie italiane (Guf-Guz)

### H
- Armoriale delle famiglie italiane (H)

### I
- Armoriale delle famiglie italiane (I)

### J
- Armoriale delle famiglie italiane (J)

### K
- Armoriale delle famiglie italiane (K)

### L
- Armoriale delle famiglie italiane (Lab-Lam)
- Armoriale delle famiglie italiane (Lan-Laz)
- Armoriale delle famiglie italiane (Le-Li)
- Armoriale delle famiglie italiane (Lo-Lu)

### M
- Armoriale delle famiglie italiane (Mab-Maj)
- Armoriale delle famiglie italiane (Mal-Maq)
- Armoriale delle famiglie italiane (Mara-Mari)
- Armoriale delle famiglie italiane (Marl-Marz)
- Armoriale delle famiglie italiane (Mas-Maz)
- Armoriale delle famiglie italiane (Me)
- Armoriale delle famiglie italiane (Mi)
- Armoriale delle famiglie italiane (Moa-Mon)
- Armoriale delle famiglie italiane (Mor-Moz)
- Armoriale delle famiglie italiane (Mu)

### N
- Armoriale delle famiglie italiane (Na-Ne)
- Armoriale delle famiglie italiane (Ni-Nu)

### O
- Armoriale delle famiglie italiane (O)

### P
- Armoriale delle famiglie italiane (Pa-Pall)
- Armoriale delle famiglie italiane (Palm-Pap)
- Armoriale delle famiglie italiane (Par-Pat)
- Armoriale delle famiglie italiane (Pau-Per)
- Armoriale delle famiglie italiane (Pes-Pis)
- Armoriale delle famiglie italiane (Pit-Puz)

### Q
- Armoriale delle famiglie italiane (Q)

### R
- Armoriale delle famiglie italiane (Ra)
- Armoriale delle famiglie italiane (Re-Rh)
- Armoriale delle famiglie italiane (Ri)
- Armoriale delle famiglie italiane (Rob-Ror)
- Armoriale delle famiglie italiane (Ros-Roz)
- Armoriale delle famiglie italiane (Ru-Rz)

### S
- Armoriale delle famiglie italiane (Sab-Sal)
- Armoriale delle famiglie italiane (Sam-San)
- Armoriale delle famiglie italiane (Sap-Say)
- Armoriale delle famiglie italiane (Sb-Sd)
- Armoriale delle famiglie italiane (Se)
- Armoriale delle famiglie italiane (Sf-Sm)
- Armoriale delle famiglie italiane (So-Sp)
- Armoriale delle famiglie italiane (Sq-Sy)

### T
- Armoriale delle famiglie italiane (Ta)
- Armoriale delle famiglie italiane (Te-Ti)
- Armoriale delle famiglie italiane (To)
- Armoriale delle famiglie italiane (Tr-Ty)

### U
- Armoriale delle famiglie italiane (U)

### V
- Armoriale delle famiglie italiane (Va)
- Armoriale delle famiglie italiane (Ve-Vid)
- Armoriale delle famiglie italiane (Vie-Vy)

### W
- Armoriale delle famiglie italiane (W)

### X
- Armoriale delle famiglie italiane (X)

### Z
- Armoriale delle famiglie italiane (Z)

### Non identificate
- Armoriale delle famiglie italiane non individuate